# Marcel Depelsenaire
Marcel Depelsenaire est un architecte belge né à Ath le 30 août 1890 et mort à Loverval (Gerpinnes) le 4 février 1981.

## Biographie
Marcel Depelsenaire est le fils d'Oscar Depelsenaire, directeur de la SA Filatures et Tissages d'Ath, et de Mathilde Corbisier. Il se marie le 18 décembre 1920 avec Marthe Grenier. Il est le père de Jacques Depelsenaire, également architecte. 
Il étudie à l'Académie royale des beaux-arts de Bruxelles de 1907 à 1912. Ayant obtenu son diplôme, il entame une collaboration architecturale avec Jules Laurent, son condisciple à l'Académie royale des beaux-arts.
Pendant la Première Guerre mondiale, il s'engage dans l'armée belge et est blessé à l'automne 1914. Il trouve refuge aux Pays-Bas et y travaille dans un bureau spécialisé dans la décoration intérieure et l'ameublement. Il travaille sur plusieurs projets dans la région d'Amsterdam à Zaandam et Heemstede. Il subit ainsi durablement l'influence de l'architecture expressionniste hollandaise liée à l'École d'Amsterdam.
Revenu en Belgique, il s'installe à Charleroi et reprend son association avec son ami Jules Laurent avec qui il crée l'entreprise de décoration intérieure « Art Décoratif » . C'est ainsi qu'ensemble, ils aménagent nombre d'intérieurs de maisons et de magasins à Charleroi, Mons et Ath.
De 1925 à 1930, ils réalisent un projet de lotissement « Le grand Chêniat » de villas bourgeoises à Loverval à la demande du comte de Mérode. Pour ce projet, ils s'attachent à préserver le caractère naturellement boisé et pittoresque du site. Les villas témoignent d'une influence hollandaise et l'intérieur de celles-ci est intégralement décoré et meublé selon leurs goûts esthétiques.
À partir de 1930, Marcel Depelsenaire travaille seul et transforme le rez-de-chaussée de sa maison personnelle au boulevard Audent à Charleroi en salle d'exposition « Les Nouvelles Galeries » où sont exposées les œuvres de peintres locaux. Jusqu'à la fin de l'entre-deux-guerres, il continue à construire des villas, notamment à Loverval où les influences hollandaises, Art Déco et moderniste se manifestent. À Charleroi, il construit plusieurs immeubles d'angle où l'on retrouve également les influences hollandaises.
Après la Seconde Guerre mondiale, il cède son agence d'architecture à son fils Jacques et se consacre à l'écriture de livres agrémentés de ses dessins et d'aquarelles sur l'histoire architecturale belge et sur les sites pittoresques de Belgique et de France.

## Influences
Pendant la période 1914-1918, Il a, en particulier, été influencé par l'architecture expressionniste de la jeune École d'Amsterdam. Celle-ci était caractérisée par des pans de murs ondulants, des motifs zoomorphes, des formes et des détails inspirés des Indes néerlandaises. Il était également caractérisé par l'usage de façades arrondies organiques avec beaucoup d'éléments purement décoratifs et non-fonctionnels comme des pinacles, des sculptures et des fenêtres « échelles » (c'est-à-dire avec des barres horizontales rappelant les barreaux d'une échelle).
Plus tard, les influences Art Déco et Moderniste se feront jour dans ses réalisations. Plusieurs de ses façades, évoquent les réalisations de Michel De Klerk et Piet Kramer.

## Œuvres
- 1921 : maison Dermine, boulevard Audent à Charleroi (en collaboration avec Jules Laurent) ;
- 1923 : maison personnelle, boulevard Audent à Charleroi ;
- 1924 : maison Charlier, rue Jean Jaurès, à Montignies-sur-Sambre (Charleroi) ;
- 1925-1930 : lotissement résidentiel Le Grand Chêniat à Loverval ;
- 1926 : maison Bertinchamps à Charleroi (en collaboration avec Jules Laurent) ;
- 1926 : maison Cauvin à Charleroi (en collaboration avec Jules Laurent) ;
- 1927-1932 : résidence personnelle, allée des Lacs à Loverval ;
- 1935 : maison Grenier, boulevard Pierre Mayence à Charleroi ;
- 1936 : résidence Plein Air, boulevard Général Michel à Charleroi ;
- 1937 : immeuble Genevrois, rue de Dampremy à Charleroi ;
- 1938 : maison Lebon, rue Jonet à Charleroi.

## Galerie

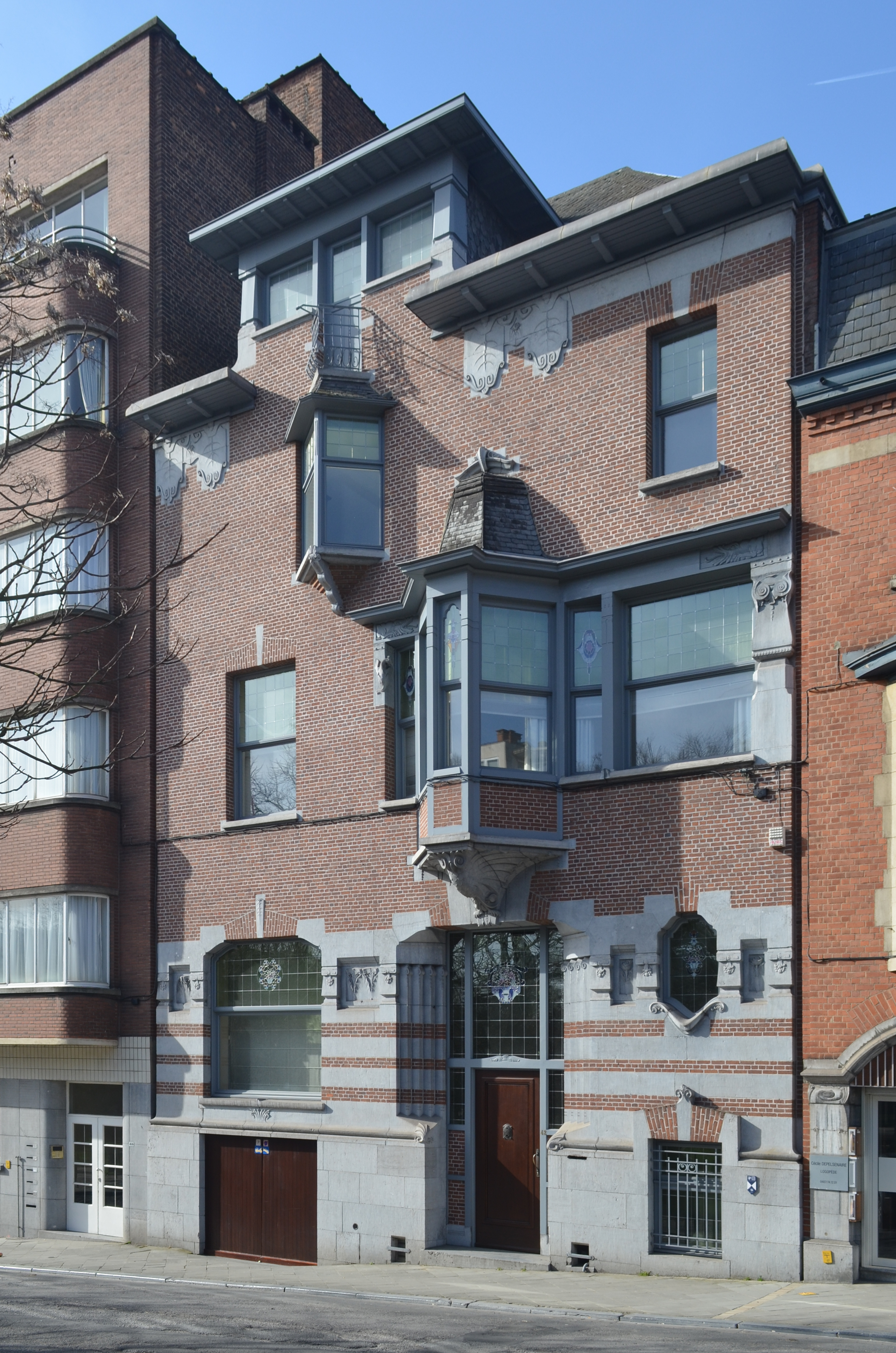
Maison Dermine
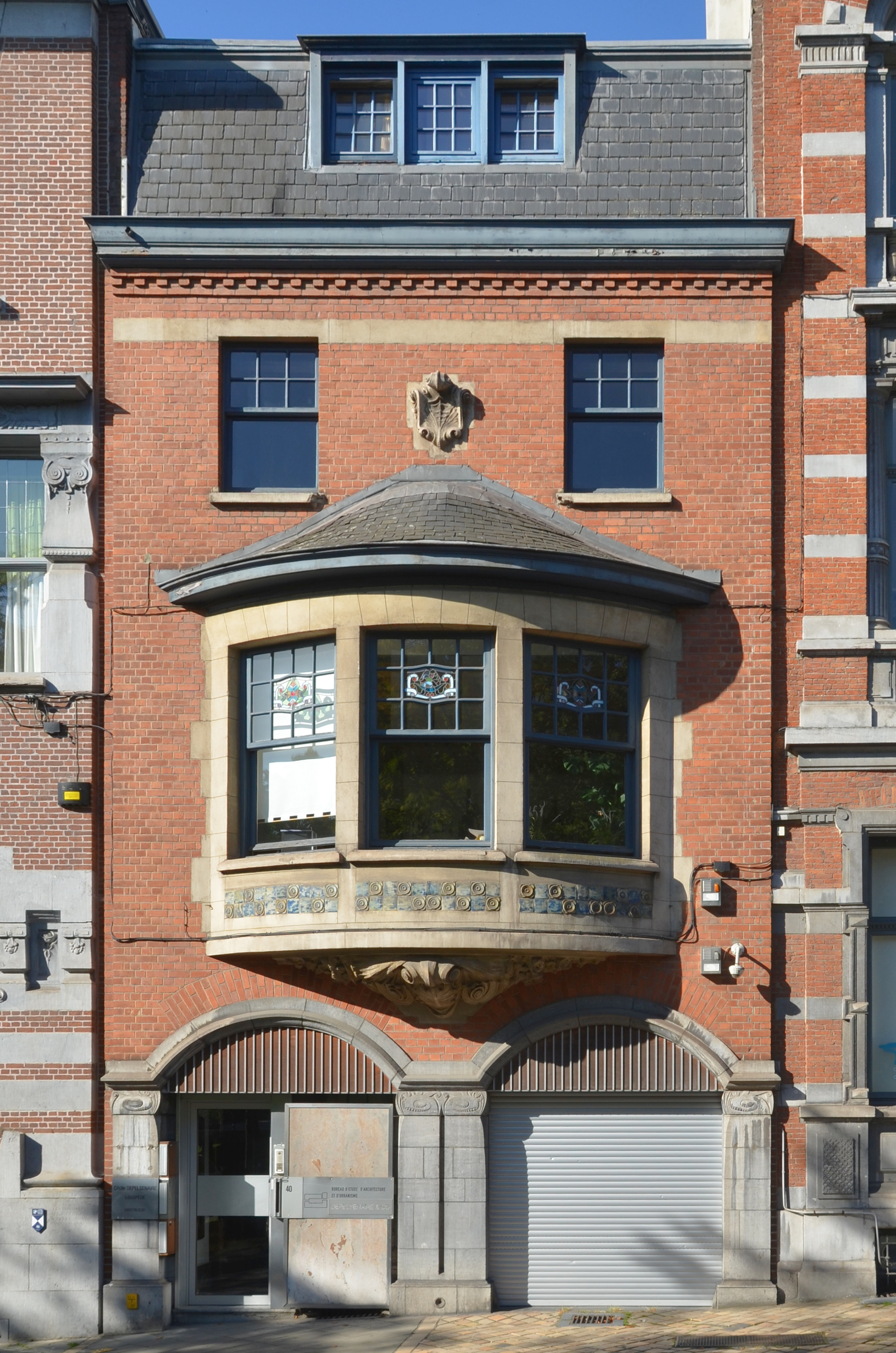
Maison personnelle, boulevard Audent
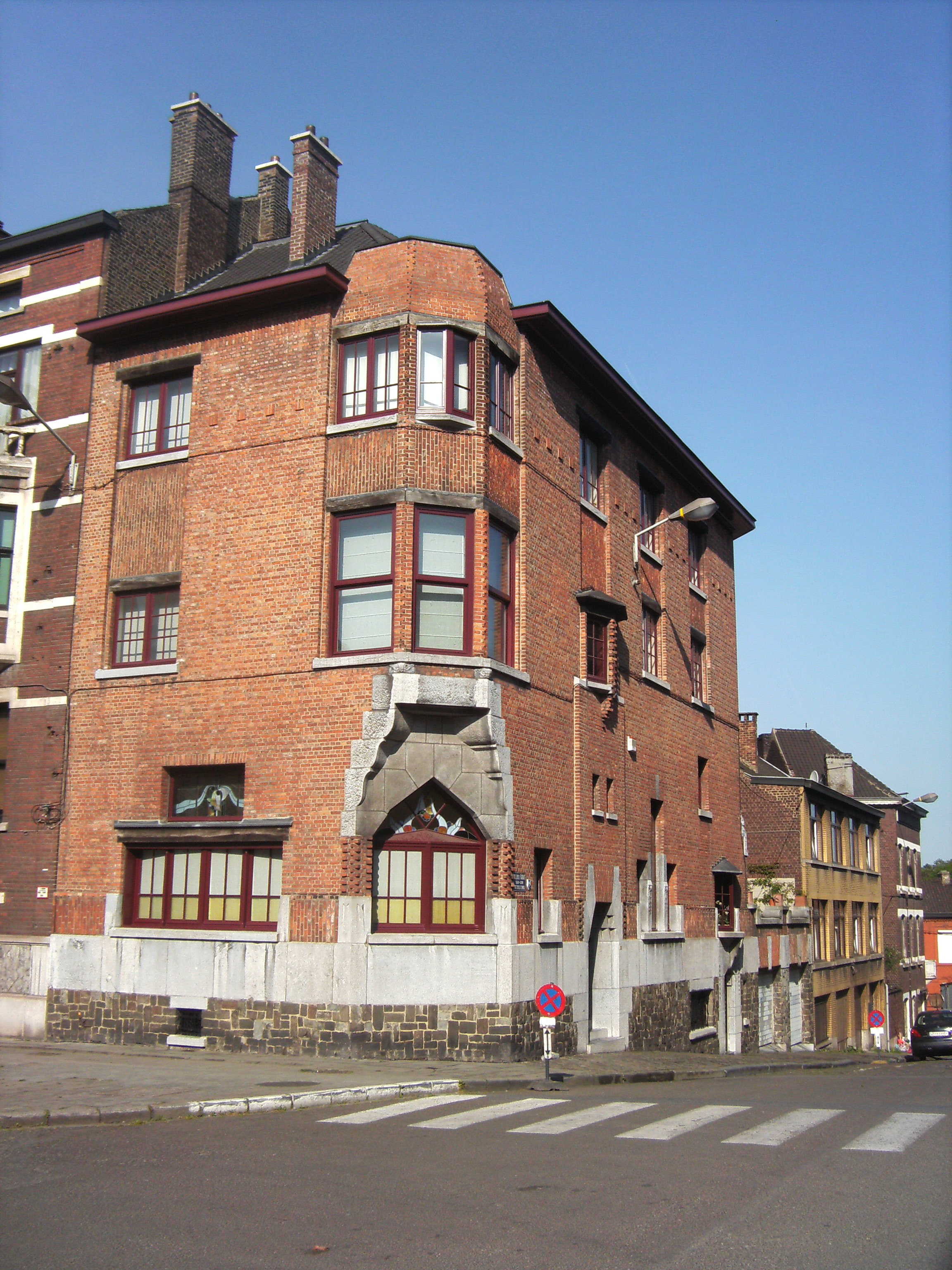
Maison Bertinchamps
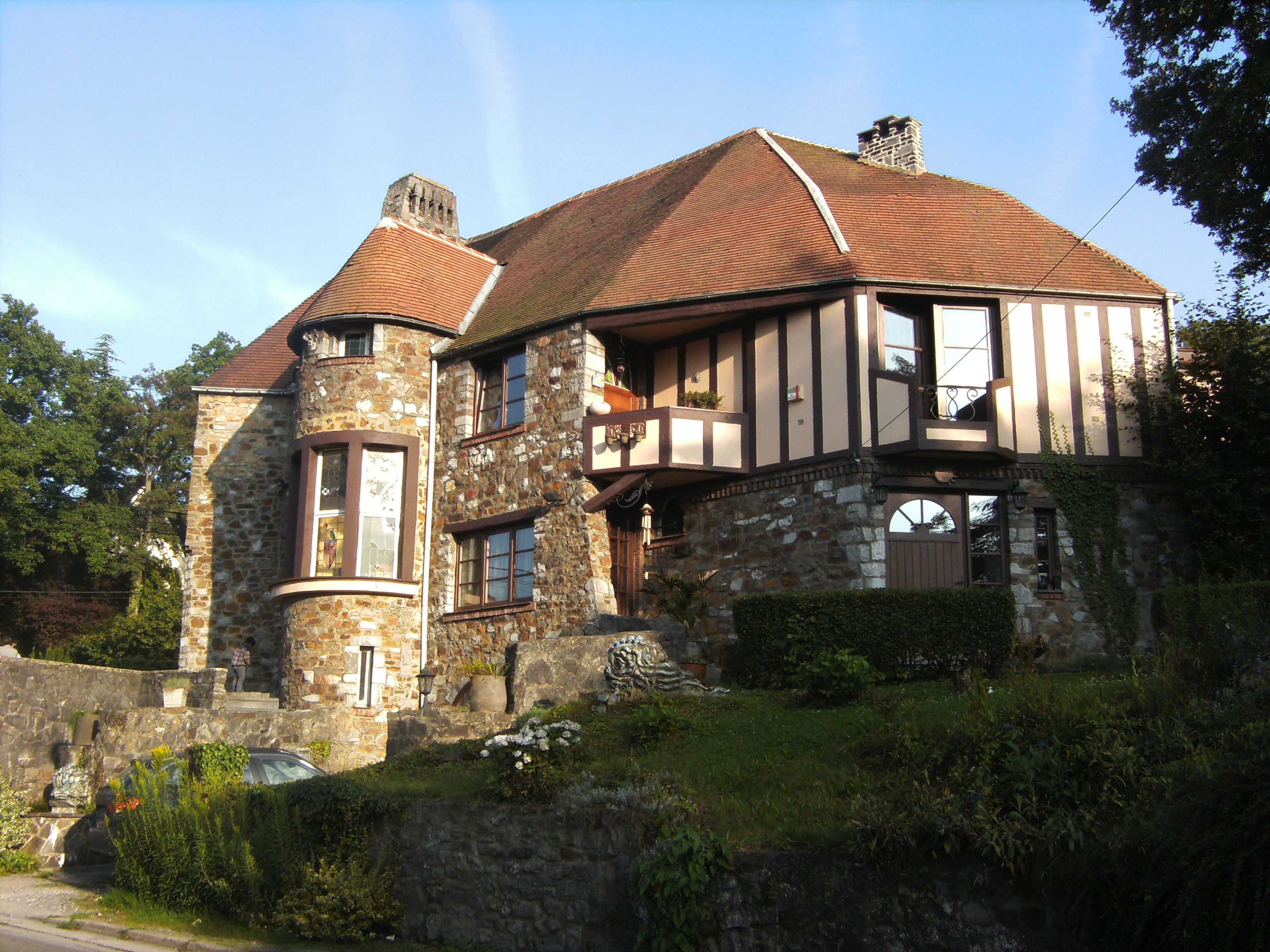
Résidence personnelle à Loverval
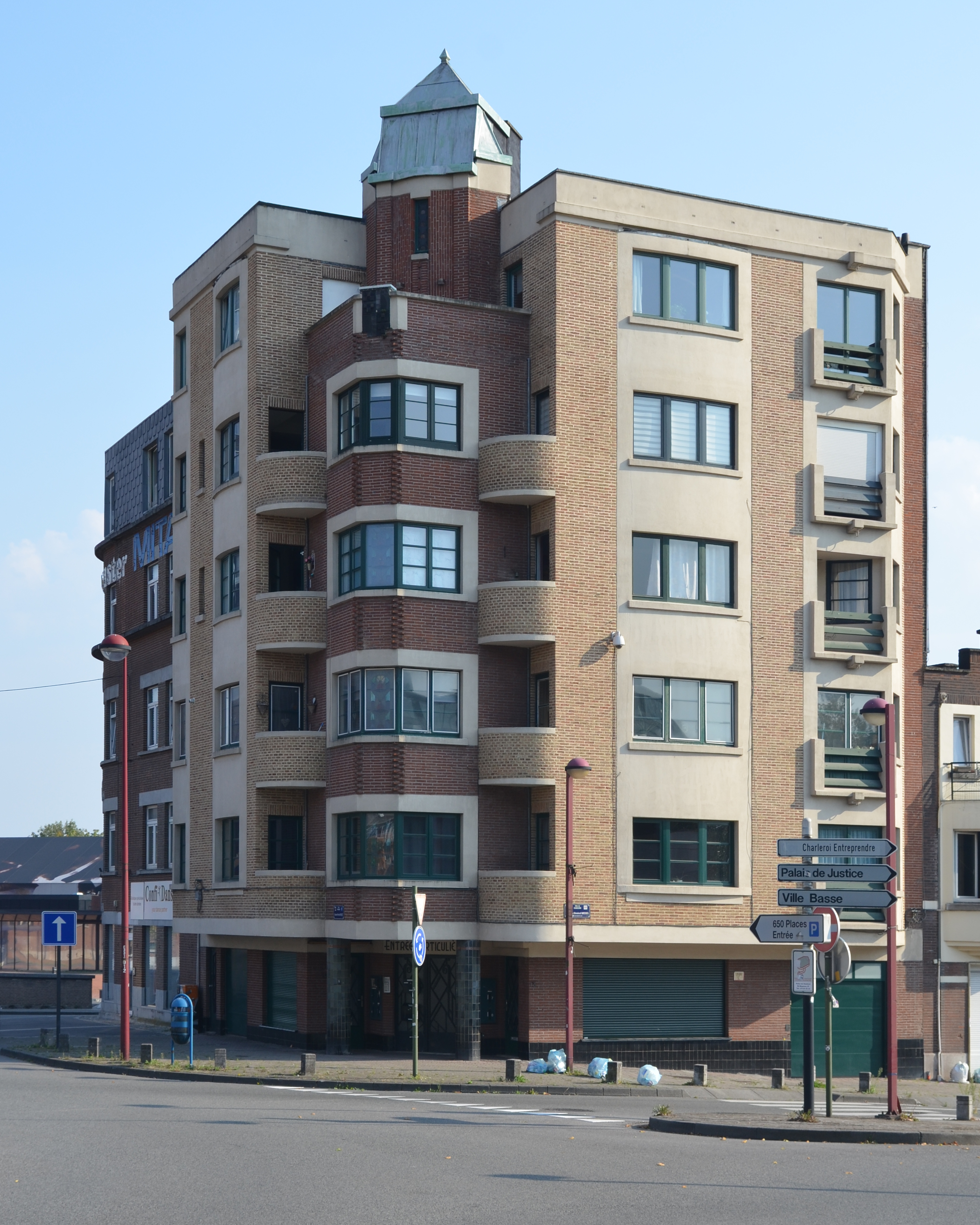
Résidence Plein Air
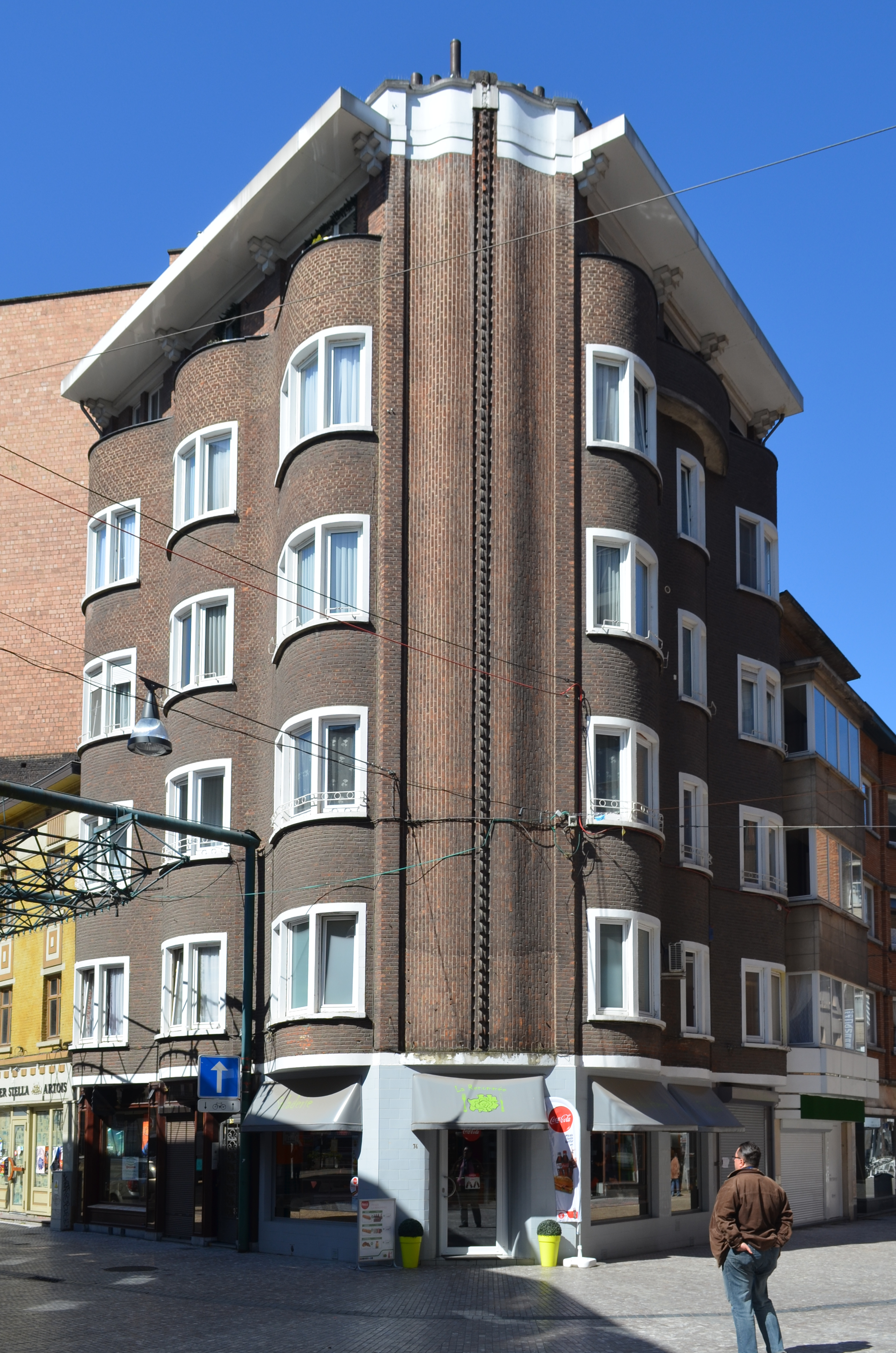
Immeuble Genevrois

## Écrits
- Par les routes de France, Éditions Héraly, Charleroi-Bruxelles, 1960 ;
- Flâneries en Provence, Éditions du Manoir, Loverval, 1962 ;
- Le Charleroi que nous ne verrons plus, Loverval, 1966 ;
- Vacances en France, Loverval, 1966 ;
- Émile Poumon et Marcel Depelsenaire, Bruxelles, Témoignage du passé, Office international de librairie, Bruxelles, 1967 ;
- Émile Poumon et Marcel Depelsenaire, Mechelen, zijn geschiedenis, zijn kunstpatrimonium, Éd. A Gallet, Vilvoorde, 1968 ;
- L'Entre-Sambre-et-Meuse, c'est notre Provence, Office international de librairie, 1971 ;
- En parcourant la Wallonie, Office international de librairie, Éd. du Brabant wallon, Bruxelles, 1973.